# تمرد الكورة
تمرد الكورة كان من بين الانتفاضات الأولى ضد الانتداب البريطاني على الأردن. التمرد بدأ في عام 1921 تحت شعار «الأردن للأردنيين» وأسفر عن خسائر طفيفة، وتوصلوا في بدايتة إلى تهدئة عبر المفاوضات والعفو من قبل الحاكم الهاشمي، ولكن أندلع مرة أخرى في عام 1923. وسحق التمرد الثاني من الشيخ كليب شريدة بدعم من سلاح الجو الملكي البريطاني.

## خلفية
كانت في الكورة عام 1921حكومة محلية رفضت التعاون مع الانتداب البريطاني، وعند قدوم الأمير عبد الله بن الحسين إلى شرق الأردن، أراد توحيد البلاد تحت حكومة مركزية، لكن بعض المتنفذين وأصحاب المصالح الضيقة رفضوا ذلك، فوقعت بعض المناوشات بين الحكومة المركزية والمتمردين.